# Matford
La Matford era una casa automobilistica francese attiva solo dal 1935 al 1939.

## Storia
Alla fine del 1934, la Ford francese e la Mathis si accordarono per fondersi in un unico gruppo per proseguire la produzione di modelli. La Mathis era infatti uscita malconcia dalla grave crisi economica del 1929 e questa fusione pareva essere proprio ciò di cui la Casa francese aveva bisogno. La Ford francese, dal canto suo, era intenzionata ad ingrandirsi e lo stabilimento della Mathis situato a Strasburgo faceva al caso suo.
La nuova Casa automobilistica prese il nome di Matford, dalla contrazione dei nomi delle due Case fondatrici. Inizialmente dovette accontentarsi di produrre i modelli Ford e Mathis già esistenti, ma fu questione di mesi: alla fine dello stesso anno, la Matford cominciò a commercializzare le sue prime vetture. Il primo modello lanciato fu l'Alsace V8, una riedizione della Ford V8-48, dotata dello stesso motore da 3.6 litri.
Pochi mesi dopo, all'inizio del 1936, debuttò anche la Alsace V8-62, dotata di un V8 più piccolo, da 2.2 litri, mentre la sorella maggiore fu ribattezzata come Alsace V8-66.

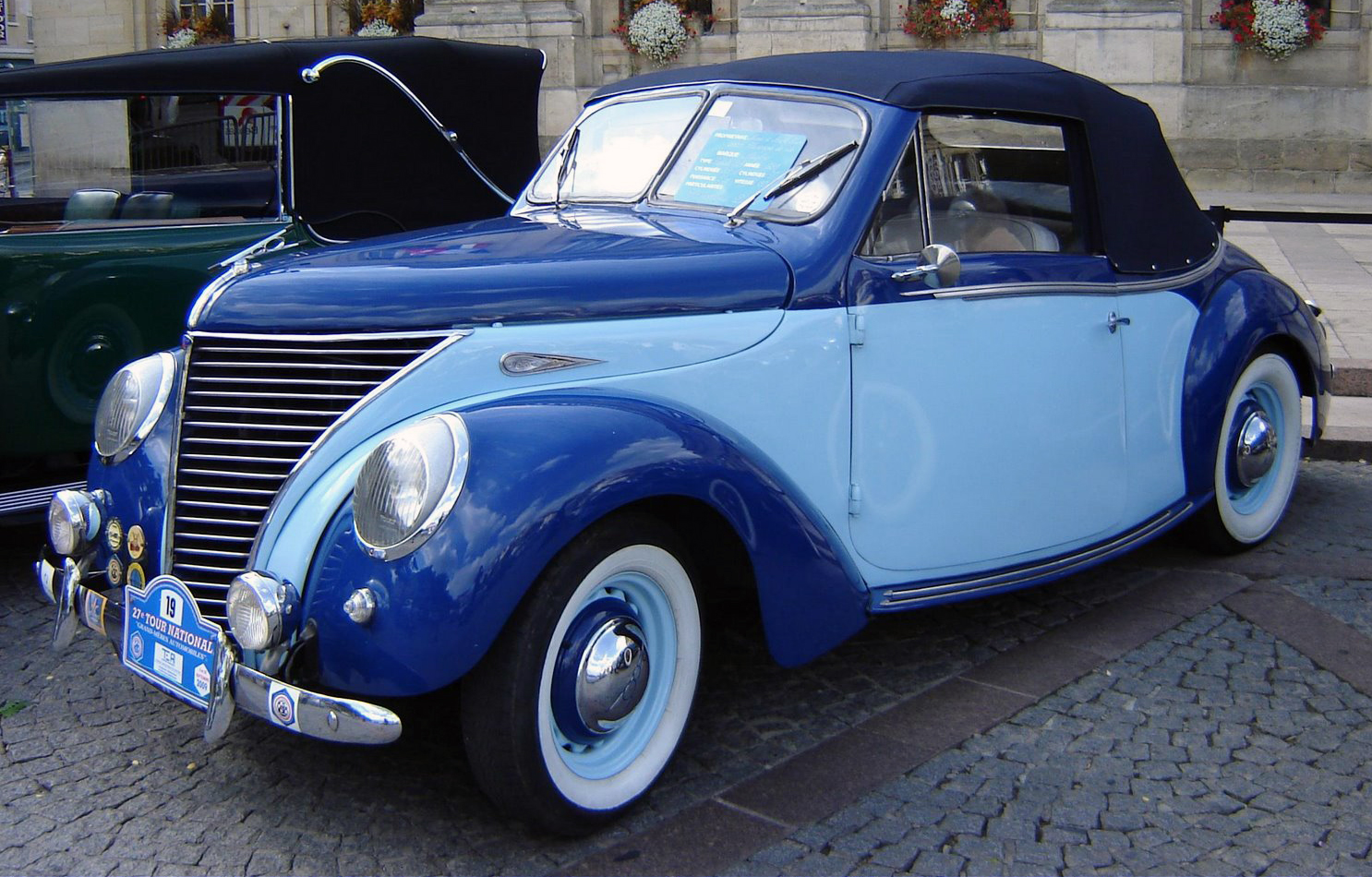
Una Matford F81A cabriolet del 1938

Le vetture della Matford erano di linea gradevole, comode e molto confortevoli. Il grosso neo stava però nella meccanica quasi superata, specie per una vettura di fascia alta. Alcune vetture europee come le DKW e la Citroën Traction Avant proponevano già la trazione anteriore, la distribuzione a valvole in testa e le sospensioni a ruote indipendenti, tutte innovazioni assenti sulle Matford. Inoltre erano poco concorrenziali come prezzo. Erano quindi vetture che potevano piacere alla clientela più conservatrice, ma non a tutti.
A partire dal 1937, quindi, la Casa provò a recuperare offrendo una dotazione più ricca.
Nel 1938 la V8-66 e la V8-62 furono sostituite rispettivamente dalle F81 ed F82, sempre equipaggiate dagli stessi motori, ma esteticamente ispirate alle corrispondenti nuove Ford commercializzate negli USA.
Parallelamente alla produzione Matford, proseguì comunque anche la produzione della Ford francese, i cui modelli uscirono dalle stesse linee di montaggio delle Matford.
Le vendite però non decollarono e la Ford francese, detentrice del pacchetto di maggioranza, fu costretta a mettere da parte gli interessi della Mathis, la quale portò la Ford francese in causa ed ottenne un cospicuo risarcimento danni.
Nel 1939 la produzione della Matford fu convertita alla produzione militare e la Casa proseguì con tale produzione indipendentemente dalla Ford SAF, ma di lì a poco anche tale produzione si sarebbe interrotta e chiuse così i battenti.